# Hieracium grossicephalum
Hieracium grossicephalum es una especie de planta con flor del género Hieracium, de la familia Asteraceae, orden Asterales.

## Distribución
Hieracium grossicephalum se distribuye por Austria, Europa.

## Taxonomía
Fue descrita científicamente por Gottschl.
Tratamiento taxonómico
La especie aparece registrada y publicada en Linzer Biol. Beitr.